# Khary Payton

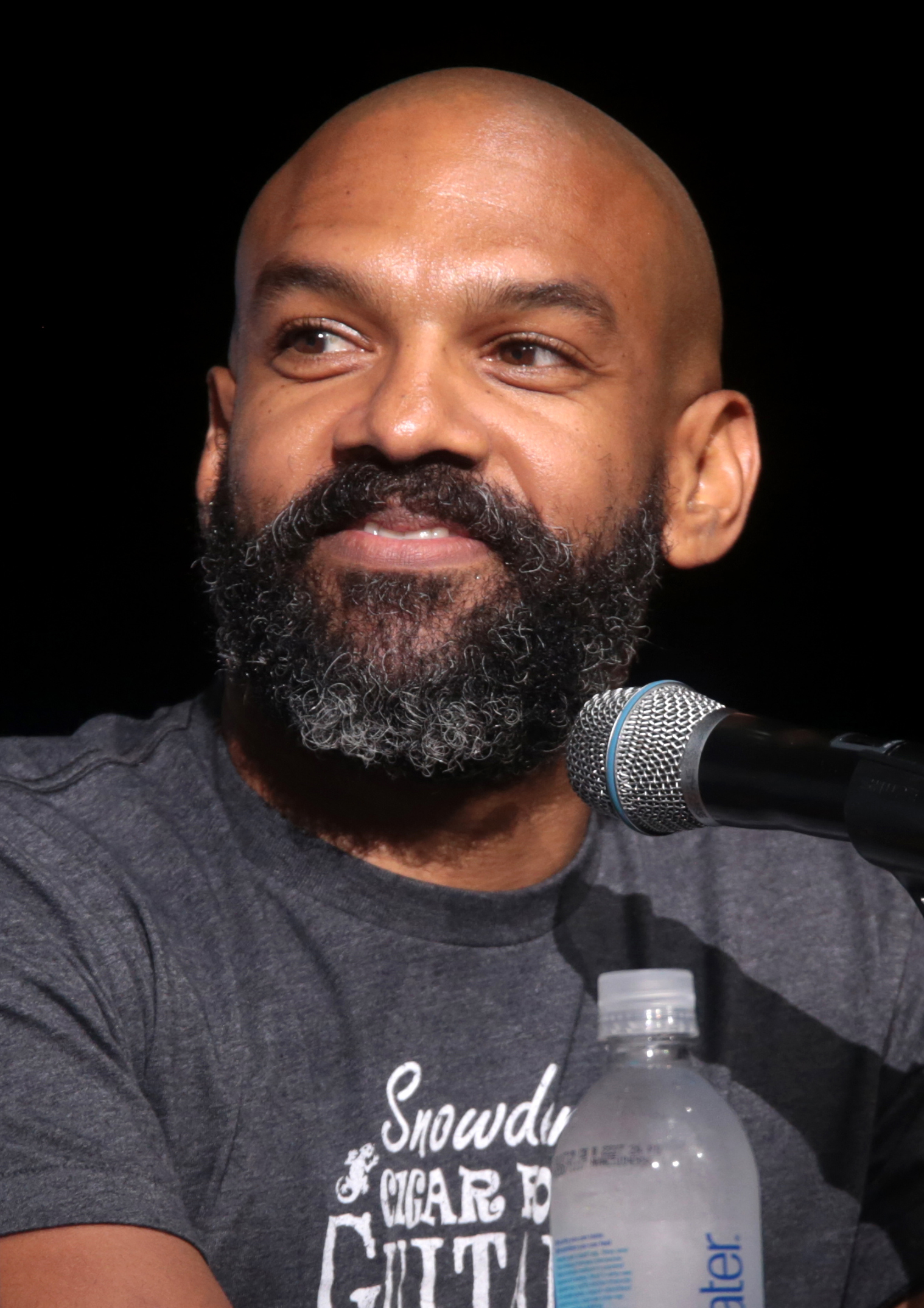
Khary Payton auf der Comic-Con (2017)

Khary Payton (* 16. Mai 1972 in Augusta, Georgia) ist ein US-amerikanischer Schauspieler und Synchronsprecher. Er ist unter anderem bekannt für seine Synchronisationen in diversen Zeichentrickserien und Computerspielen. 2011 spielte er in der täglich auf ABC ausgestrahlten Serie General Hospital in insgesamt 23 Folgen die Rolle des Dr. Terrell Jackson. Von 2016 bis 2022 stellte er den Charakter Ezekiel in der Horrorserie The Walking Dead dar.

## Filmografie

### Synchronsprecher
- Ben 10: Alien Force – Manny, Hex
- Ben 10 – Hex
- Deckname: Kids next door – Maurice: Formerly Numbuh 9
- G.I. Joe: Renegades – Ripcord
- Die Liga der Gerechten – Ten („Wild Cards“ Teil 1 & 2)
- Legion of Super-Heroes – Tyr, Hunter
- Loonatics Unleashed – General Deuce (Staffel 2)
- Naruto Shippuden – Omoi
- Street Sharks – Moby Lick
- Teen Titans – Cyborg, Herald
- Teen Titans Go! – Cyborg[1]
- Young Justice – Aqualad, Brick, Black Manta
- The Legend of Vox Machina – Uriel Tal'Dorei II
- Der Super Mario Bros. Film – König Pinguin

### Serien
- Critical Role  – Shakäste (Staffel 2, Episoden 7,29)[2]
- Emilys Liste – Josh
- Hannah Montana – Regisseur Roger (Episode More Than a Zombie to Me)
- How I Met Your Mother – Guy in Booth #3 (Staffel 4, Episode 10)
- The Shield – Gesetz der Gewalt – Kaliel „Lil' Psych“ Wilkes (Staffel 3, Episode 8)
- Lie to Me – Cpt. Stan Renshaw (Staffel 2, Episode 14)
- Tripp’s Rockband – Director Kaz Ridley (Staffel 1, Episode Spiders, Snakes and Clowns)
- Criminal Minds – Det. Landon Kaminski (Staffel 5, Episode 10)
- General Hospital – Dr. Terrell Jackson (2011)
- Go On – Don
- The Walking Dead – Ezekiel Sutton (2016–2024)
- Hand of God

### Film
- Blood – The Last Vampire – Creature
- Wes Craven präsentiert Dracula II – The Ascension – Kenny
- Hellraiser: Hellworld – Derrick
- Latter Days – Andrew
- Ping Pong Playa – JP Money
- 301 – Scheiß auf ein Empire – King Erotic
- Wes Craven präsentiert Dracula II – The Ascension – Kenn
- Zero Gravity – Antrieb Überleben / („Astronaut: The Last Push“ directed by Eric Hayden, 2012) – Michael

### Computerspiele
- Ace Combat: Assault Horizon
- Batman: Arkham City – Azrael
- Bayonetta – Rodin
- Dead or Alive: Dimensions – Zack
- Dead or Alive Xtreme 2 – Zack
- Dead or Alive Paradise – Zack[3]
- Deus Ex
- Ein Quantum Trost
- Fuse – Jacob Kimble
- God of War II
- Killzone 3
- Marvel: Ultimate Alliance – Blade, Paibok
- Marvel: Ultimate Alliance 2 – Luke Cage, Blade
- Metal Gear Solid 4: Guns of the Patriots – Drebin 893
- Metal Gear Solid: Peace Walker – Soldaten / Extras
- Metro: Last Light
- Ninja Blade – Andy Walker
- Men of Valor – Greaser/Marines
- No More Heroes 2: Desperate Struggle – Nathan Copeland
- PlayStation All-Stars Battle Royale – Emmett Graves
- Prototype
- Quake 4 – Bidwell
- Resistance 2 – Warner
- Saints Row
- Saints Row 2
- Die Sims 3 – Sim
- Tom Clancy’s EndWar
- SOCOM: U.S. Navy SEALs Fireteam Bravo 2 – WRAITH
- SOCOM: U.S. Navy SEALs Tactical Strike
- SOCOM: U.S. Navy SEALs Confrontation
- Spider-Man: Friend or Foe – Blade
- Starhawk – Emmett Graves
- Star Wars: The Old Republic – Fauler
- Syphon Filter: Dark Mirror – Lawrence Mujari
- Syphon Filter: The Omega Strain – Lawrence Mujari
- Teen Titans – Cyborg
- The Chronicles of Riddick: Escape from Butcher Bay
- World of Warcraft – Thiernax
- X-Men Legends II: Rise of Apocalypse – Bishop, Nick Fury